# A Matter of Faith (filme)
A Matter of Faith (bra: Uma Questão de Fé) é um filme produzido nos Estados Unidos e lançado em 2014, sob a direção de Rich Christiano.

## Sinopse
Rachel Whitaker foi criada como cristã por seus pais amorosos (seu pai é ministro). No entanto, depois que ela sai para o primeiro ano da faculdade, ela começa a ser influenciada por seu professor de biologia, Dr. Kaman, cujo carisma e abordagem alegre o tornam popular entre os alunos. Ele ensina que formas de vida complexas evoluíram de formas de vida mais simples e que a teoria bíblica da criação não é uma alternativa considerável. O pai de Rachel, Stephen, está preocupado com a mudança na personalidade e nas crenças de sua filha. Ele confronta o professor arrogante e se vê desafiado para um debate para o constrangimento de sua filha. Enquanto se prepara, Stephen é abordado por um estudante simpático que lhe diz para ir à universidade para ver um ex-professor chamado Portland, que foi demitido anos antes a pedido de Kaman por ensinar teoria bíblica a seus alunos. Portland inicialmente rejeita os esforços para “colocá-lo de volta no jogo”. Na noite do debate, Kaman parece estar balançando o público quando Portland aparece de repente e confronta seu antigo inimigo na conclusão do filme.

## Elenco
- Harry Anderson como Professor Marcus Kaman
- Jordan Trovillion como Rachel Whitaker
- Jay Pickett como Stephen Whitaker
- Clarence Gilyard como Professor Joseph Portland
- Chandler Macocha como Evan Carlson
- Justin Brandt como Jason
- Barrett Carnahan como Tyler Mathis
- Stephanie Shemanski como Ally
- Sarab Kamoo como Kimberly Whitaker
- Scott Alan Smith como Phil Jamison